# Xã Providence, Quận Lancaster, Pennsylvania
Xã Providence (tiếng Anh: Providence Township) là một xã thuộc quận Lancaster, tiểu bang Pennsylvania, Hoa Kỳ. Năm 2010, dân số của xã này là 6.897 người.